# Sang de Llebre
Sang de Llebre es el nombre de una variedad cultivar de manzano (Malus domestica) Esta manzana está cultivada en la colección de germoplasma de manzanas del CSIC, así mismo también está cultivada en la colección particular de manzanas de Cataluña "El pomari de l'Emili". Esta manzana es originaria de la Comunidad autónoma de Cataluña, zona del Montseny provincia de Barcelona, donde tuvo su mejor época de cultivo comercial antes de la década de 1960.

## Sinónimos
- "Sangre de Liebre",
- "Poma Sang de Llebre",[4]
- "Manzana Sangre de Liebre".[8]

## Historia
'Sang de Llebre' es una variedad de manzana de Cataluña, cuyo cultivo conoció cierta expansión en el pasado, pero que a causa de su constante regresión en el cultivo comercial no conservaban apenas importancia y prácticamente habían desaparecido de las nuevas plantaciones en 1971, así hay variedades tales como 'Camuesa de Llobregat' y 'Manyaga' que constituían en 1960 el 70% de la producción de manzana en la provincia de Barcelona y se encontraba la primera en otras nueve provincias y la segunda en seis y 'Normanda' que estaba muy difundida hasta 1960 entre los viveristas de Aragón (representaba el 25% de la cosecha en la cuenca del Jiloca). En 1971 Puerta-Romero y Veirat sólo encontraron 184 ha de “Manyaga” (el 31% con más de 20 años), 81 ha de “Camuesa de Llobregat” (el 36% con más de 20 años) y ya no citan al cultivar “Normanda”.
'Sang de Llebre' está considerada incluida en las variedades locales autóctonas muy antiguas, cuyo cultivo se centraba en comarcas muy definidas. Se caracterizaban por su buena adaptación a sus ecosistemas y podrían tener interés genético en virtud de su adaptación. Se encontraban diseminadas por todas las regiones fruteras españolas, aunque eran especialmente frecuentes en la España húmeda. Estas se podían clasificar en dos subgrupos: de mesa y de sidra (aunque algunas tenían aptitud mixta).
'Sang de Llebre' es una variedad clasificada como de mesa; difundido su cultivo en el pasado por los viveros comerciales y cuyo cultivo en la actualidad se ha reducido a huertos familiares y jardines privados.

## Características
El manzano de la variedad 'Sang de Llebre' tiene un vigor alto; tubo del cáliz estrecho, pequeño, con los estambres insertos en la mitad.
La variedad de manzana 'Sang de Llebre' tiene un fruto de tamaño pequeño a medio; forma esférica, redondeadas, y algunas más alargadas, con contorno regular; piel fina, lisa y brillante; con color de fondo amarillo claro, sobre color muy importante bicolor, siendo el color del sobre color rojo intenso, siendo su reparto en chapa/pinceladas, presentando chapa roja que cubre toda la superficie con leves pinceladas de tono de rojo, muestra un punteado abundante, pequeño, blanquinoso o ruginoso, y una sensibilidad al "russeting" (pardeamiento áspero superficial que presentan algunas variedades) muy débil; pedúnculo largo y grosor fino a medio, anchura de la cavidad peduncular relativamente estrecha, profundidad cavidad pedúncular profunda, con el fondo un leve ruginoso verdoso grisáceo, y con una importancia del "russeting" en cavidad peduncular débil; anchura de la cavidad calicina es poco ancha, profundidad de la cavidad calicina poco profunda, fruncida en el fondo y marcando un leve ondulado en el borde, y con importancia del "russeting" en cavidad calicina ausente; ojo característicamente pequeño y entreabierto; sépalos largos, puntiagudos y vueltos hacia fuera desde por debajo de su mitad dejando en el centro una apertura suavemente pequeña.
Carne de color blanco crema, algunas con manchas heladas-"vitrificaciones", que son zonas como heladas que les aumenta el dulzor, al ser una precipitación de azúcares; textura fuerte; sabor agradable, muy dulce y muy aromáticas; corazón pequeño, bulbiforme; eje entreabierto; celdas alargadas y cartilaginosas; semillas ovadas y punta aguda.
La manzana 'Sang de Llebre' tiene una época de maduración y recolección media, madura en el otoño, desde finales de septiembre hasta mediados de octubre. Tiene una buena conservación, con tendencia a textura harinosa. Se usa como manzana de mesa fresca.